# 소송비용
소송비용(訴訟費用)은 당사자가 개개인의 소송수행에 직접 필요한 그 소송절차에 관하여 생긴 비용을 말한다. 국가는 민사소송제도를 두고 있는데 개개의 소송처리에 필요한 비용은 이를 그 소송의 당사자 기타의 관계인에게 부담시키고 있다.
소송비용은 패소한 당사자의 부담으로 하는데 이를 당사자비용이라 한다. 하지만 법원은 사정에 따라 승소한 당사자로 하여금 그 권리의 신장이나 방어에 필요하지 아니한 행위로 인한 소송비용 또는 상대방의 권리의 신장이나 방어에 필요한 행위로 인한 소송비용의 전부나 일부를 부담하게 할 수 있다.
또한 당사자의 책임 있는 사유로 소송이 지연될 때에는 법원은 지연으로 인한 소송비용의 전부나 일부를 승소한 당사자에게 부담하게 할 수 있고, 재판비용이란 당사자가 소송수행함에 있어서 법원에 예납하여야 하는 비용이며(민소법 제106조 제1항), 그 예납의무자 및 기준에 관하여는 민사소송규칙 제5조가 규정하고 있다. 일부 패소의 경우에 각 당사자가 부담할 소송비용은 법원이 정하지만 사정에 따라 당사자의 일방에게 소송비용의 전부를 부담하게 할 수 있다. (민소법 제92조)
그리고 공동소송인 경우에 소송비용을 균등하게 부담한다. 다만, 법원은 사정에 따라 공동소송인이 연대하여 소송비용을 부담하거나 다른 방법으로 부담하게 할 수 있으며, 참가소송의 경우에는 참가소송비용에 대한 참가인과 상대방간 또는 참가 이의의 소송비용에 대한 참가인과 이의당사자간의 부담에 준용한다.